# سایوز۱۳
سایوز-۱۳ (به روسی: Союз ۱۳)(به معنای اتحاد ۱۳) یک مأموریت فضایی متعلق به سازمان فضایی شوروی بود. در این مأموریت برای دومین بار از فضاپیمای سایوز7k-t که در مأموریت سایوز-۱۲ مورد استفاده و تأیید قرار گرفته بود، استفاده شد. این مأموریت نخستین پروژه علمی فضایی شوروی نیز به حساب می‌آمد و کاملاً برای رسیدن به اهداف مرتبط با علوم هوافضا برنامه‌ریزی شده بود. همچنین سایوز-۱۳ اولین مأموریت کنترل شده توسط واحدهای تازه تأسیس مرکز کنترل فضایی شهر کورولیوف بود.
خدمه سایوز آزمایش‌های عقب مانده مأموریت‌های قبلی و به خصوص آزمایش‌های مرتبط با ایستگاه‌های فضایی سالیوت را انجام دادند. یکی دیگر از وظایف مهم آن‌ها قرار دادن تلسکوپ فضایی اوریون-۲ در مدار بود. بر خلاف سایوز-۱۲ که برای یک پیمایش مداری یک یا دو روزه طراحی شده بود، سایوز-۱۳ به ضرورت پیمایش‌های مداری بیشتر نیاز به تعبیه پنل‌های خورشیدی داشت. علاوه بر این یک ماژول مداری جایگزین سیستم‌های غیرضروری اتصال شده بود که تلسکوپ فضایی اوریون-۲ نیز در همین ماژول قرار داشت. تلسکوپ فضایی اوریون-۲ توسط گریگور گورزادیان ساخته شده بود.
فضانوردان این مأموریت همانند سایوز-۱۲ از یک دوربین چند طیفی برای تصویربرداری از اتمسفر زمین و آلودگی استفاده کردند. یکی دیگر از آزمایش‌های این مأموریت اندازه‌گیری جریان خون به مغز بود.

فضانوردان بعداز طی ۱۲۷ چرخش در مدار، سرانجام در میان کولاک شدید و برف به سلامت در قراغندی بر زمین فرود آمدند. 

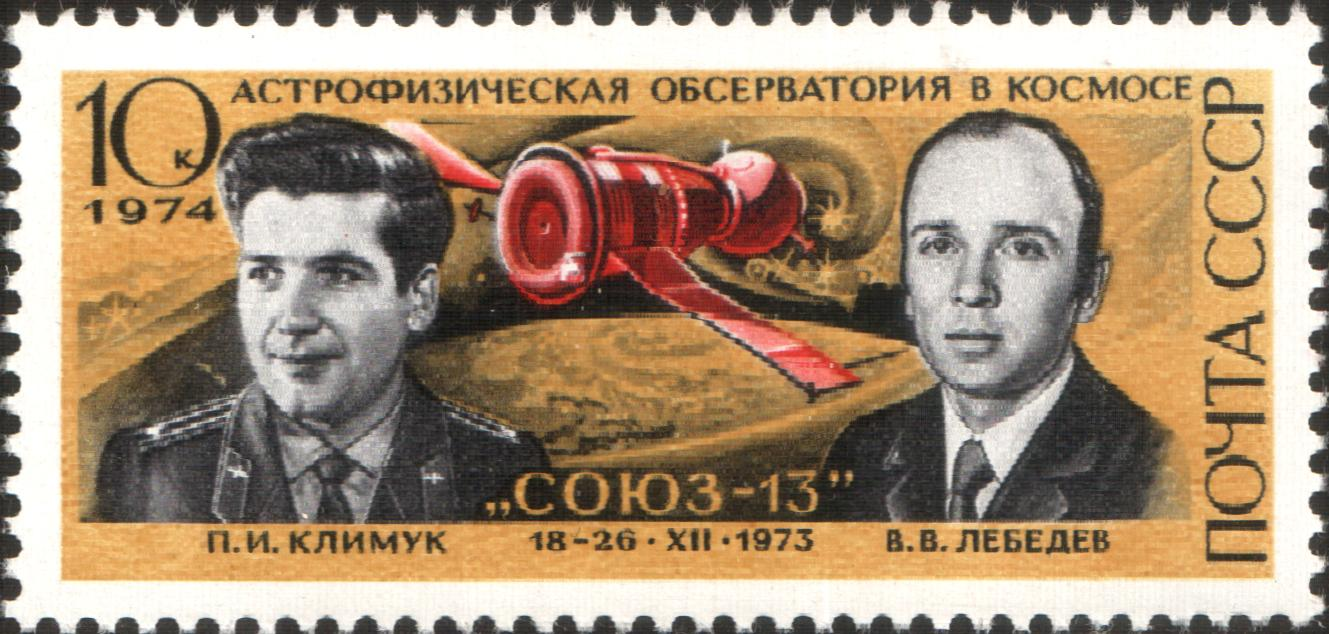
تصاویر فضانوردان سایوز-۱۳ روی تمبر

## خدمه مأموریت
| شماره | نام          | ملیت               | تعداد پرواز | نقش         | تصویر |
| ۱     | پیوتر کلیموک | اتحاد جماهیر شوروی | ۱           | فرمانده     |       |
| ۲     | والنتین لبدف | اتحاد جماهیر شوروی | ۱           | مهندس پرواز |       |